# ICIUM

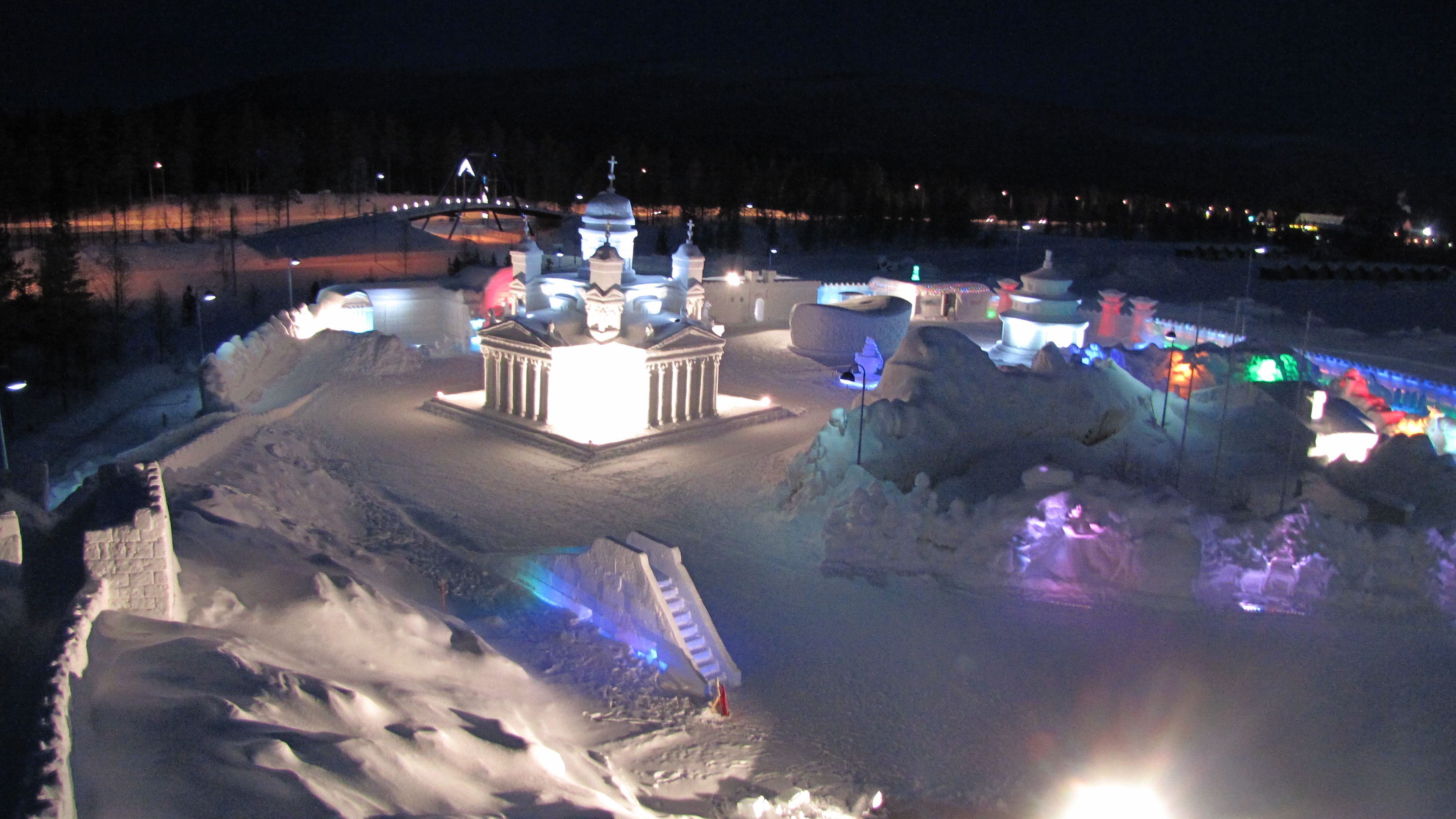
ICIUM

ICIUM은 핀란드 레비에 위치한 겨울 테마파크이다.